# Bicchiere

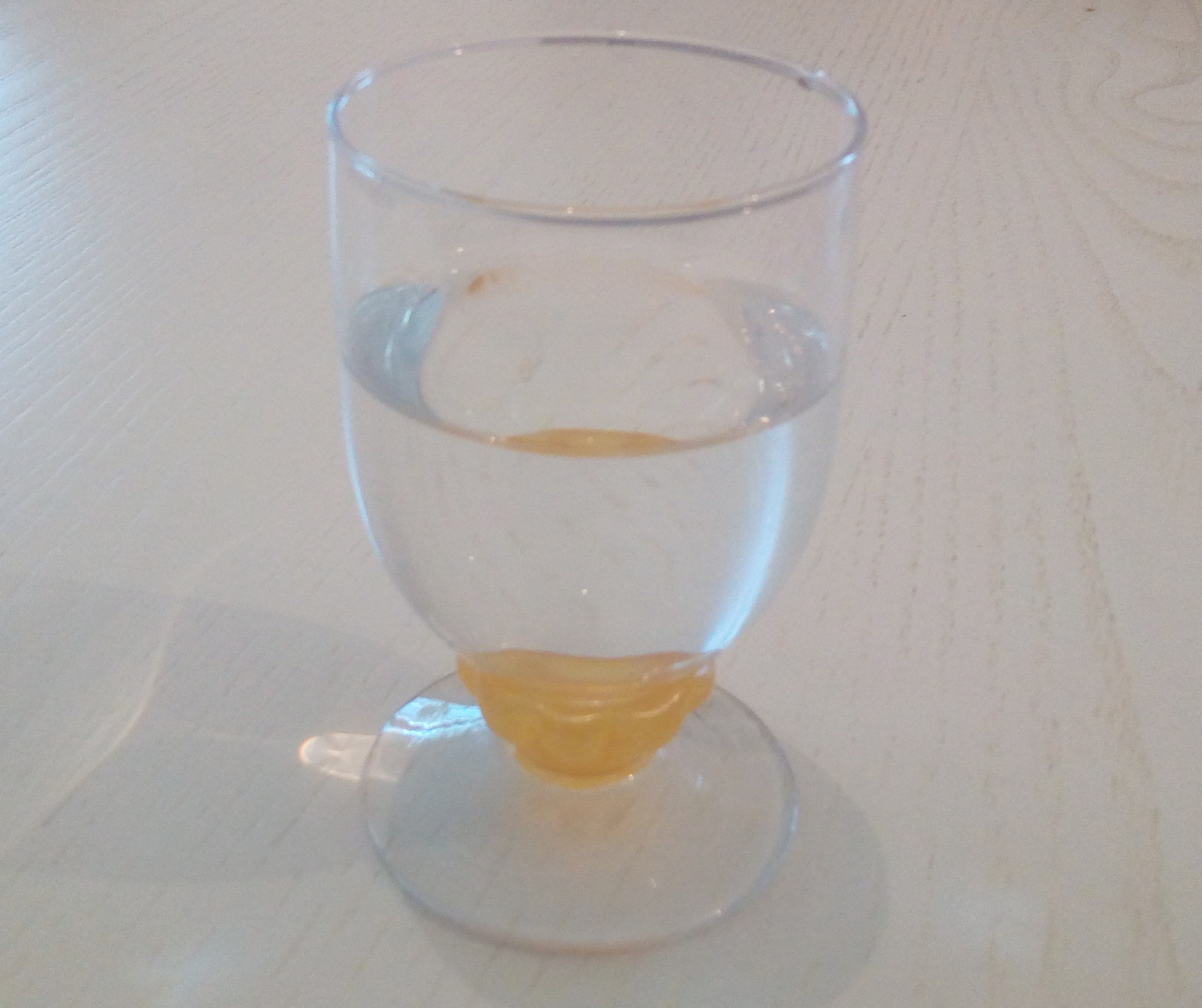

Il bicchiere è un contenitore per bevande adatto per essere portato alla bocca con una mano. Il bicchiere è tipicamente prodotto in "vetro comune" detto anche "soda lime", ma ne esistono anche in plastica, metallo e materiali di vario genere, come il cristallo di rocca, vetro di Murano o il cristallo.
Generalmente per riconoscere un bicchiere di cristallo da uno in vetro, è sufficiente verificare l'accentuata sonorità, dove basta pizzicare in parete con un colpetto di dita per sentire un suono chiaro e nitido molto piacevole e tipico del cristallo.
Esiste una grande varietà di forme per i bicchieri, anche a seconda del tipo di bevanda: bevande gasate (es. Coca Cola), classico, da vino rosso, da vino bianco, da alcolici ecc.
Ne esistono anche di decorati e di colorati con decorazioni, talvolta in rilievo.

## Storia del bicchiere in vetro

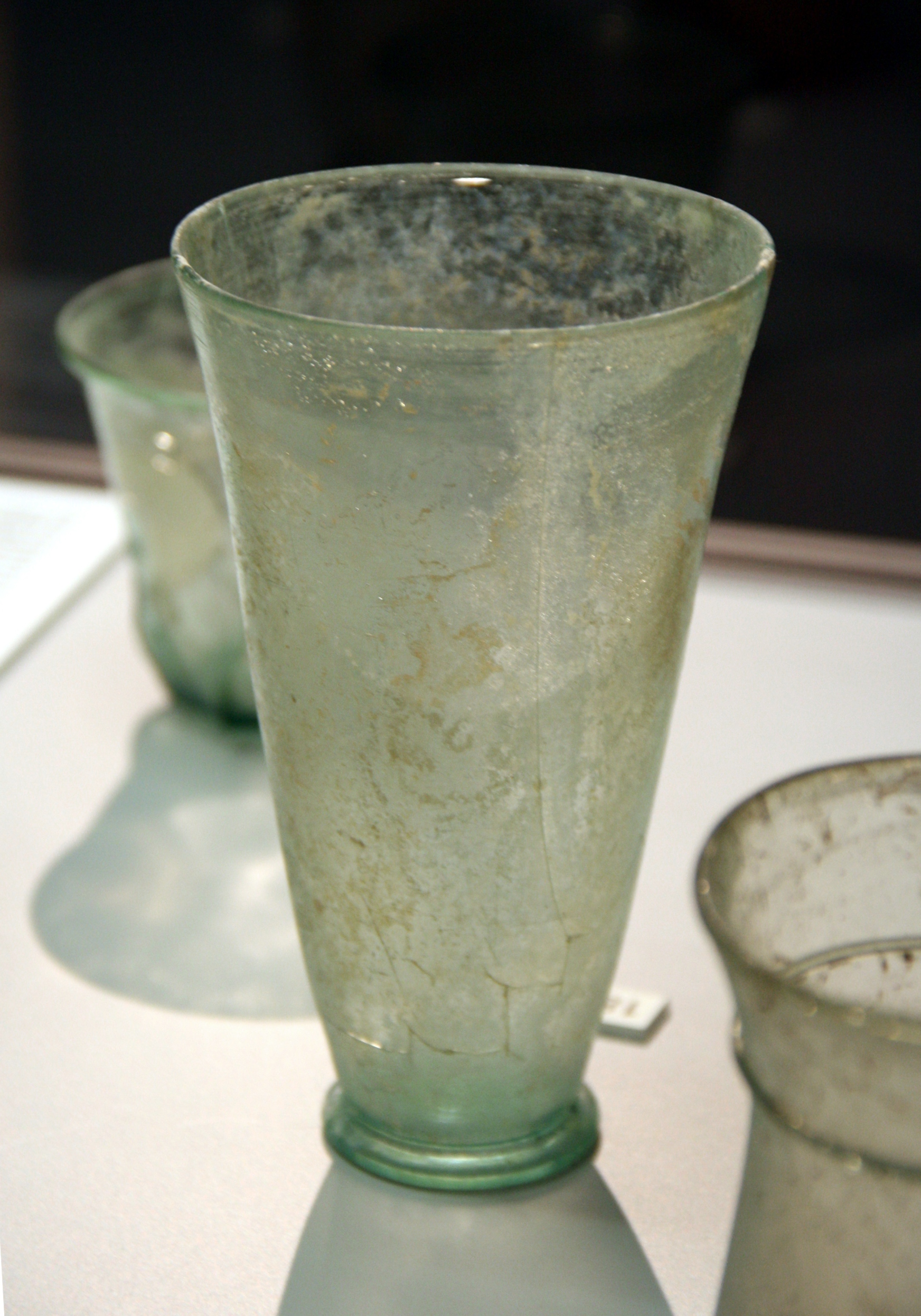
Bicchiere romano di vetro soffiato del III-IV secolo

È a partire dal IV secolo a.C. che cominciano ad apparire contenitori di bevande in vetro realizzati da artigiani di Rodi, Alessandria d'Egitto, Sidone, della Siria e dell'Italia. Sono coppe di forma semisferica o conica, con o senza piede, ornate generalmente da costolature e fili. Se già nella tarda età ellenistica il vetro - prima considerato prezioso - è un materiale comune, è però nel I secolo d.C. che i bicchieri possono essere prodotti su larga scala, allorché la scoperta della soffiatura libera e a stampo consente la fabbricazione di oggetti in serie. Sono bicchieri di forma cilindrica o troncoconica, decorati spesso con sfaccettature, gocce, bugne e fili a spirale, che si diffondono in tutte le province dell'impero. Altri tipi di decorazione - come l'incisione a graffito e la pittura a smalto - sono noti fin dal III secolo a.C.
Dopo il crollo dell'impero romano le forme tendono a differenziarsi e a costituire forme locali. L'ornamentazione si semplifica e si riduce, di norma, all'applicazione di gocce e bugne; scompaiono l'arte dello smalto e quella della mola. Caratteristici sono i bicchieri franchi, di forma conica o a corno, perlopiù privi di piede, coerentemente con l'uso germanico di affidare ai servi, affinché lo riempiano, il bicchiere vuoto.
Del periodo che va dall'XI al XIV secolo rimangono scarse testimonianze, sia perché a far uso dei bicchieri di vetro sono solo le classi più elevate, sia perché il cosiddetto «vetro di foresta», ottenuto dalla cenere di felce e faggio, si sgretolava facilmente.
La rinascita dell'arte vetraria inizia nel XV secolo a Venezia, dove si fabbrica un vetro resistente e incolore, detto «cristallino» per la somiglianza col cristallo di rocca. I bicchieri veneziani, di vetro molto sottile, sono di forma cilindrica o a tronco di cono; i calici sono uniti al piede da un nodo. La decorazione a smalti policromi raffigura scene di soggetto religioso, momenti di vita cortese e motivi araldici. I bicchieri di Venezia si diffondono in tutta Europa e dovunque vengono imitati più o meno pedissequamente: è il trionfo, destinato a durare alcuni secoli, della «façon de Venise».
Nel secolo successivo le forme si fanno più complesse, con l'applicazione agli steli dei calici di alette color acquamarina, e le coppe - coniche o a campana, lisce o costolate - sono talora incise alla punta di diamante. Nel Seicento e nel Settecento si impongono forme sempre più elaborate e fantasiose; i gambi, in particolare, si attorcono in nodi ornati di creste e tempestati di foglie e fiori; compaiono steli a forma di serpenti e draghi intrecciati. In Germania, invece, si producono bicchieri di forma semplice e solida e boccali cilindrici di generose dimensioni, smaltati a vivaci colori; tipico dell'area tedesca è inoltre il Römer, bicchiere arcaizzante di color verde decorato con bugne.
Nel Settecento, mentre decade la produzione veneziana, si affermano quella inglese, tedesca e boema. In Inghilterra è introdotto un vetro al piombo molto più limpido e resistente. I calici da vino o da birra hanno forme sobrie ed eleganti, illeggiadrite dagli alti gambi ornati da fili d'aria e di lattimo variamente intrecciati. Le coppe - ovoidali, a imbuto, a ogiva, a tromba, a campana, a calice di fiore - sono le antenate dirette di quelle moderne. In Germania e in Boemia al vecchio vetro al potassio è aggiunta della calce: se ne ricava un materiale in grado di sopportare indenne intagli profondi. Può così perfezionarsi la tecnica dell'incisione, che approderà a vertici di autentico virtuosismo in Boemia nel XIX secolo.
Alla breve stagione dei bicchieri neoclassici, dalle forme semplicissime e dall'ornamentazione sorvegliata e raffinata, segue dal 1830 quella degli esuberanti bicchieri Biedermeier, vivacemente colorati e incisi con motivi di caccia, scene di genere, vedute di città, ritratti. È il periodo dei bicchieri-ricordo delle località termali più frequentate. Negli Stati Uniti, intorno al 1820, viene inventata la tecnica dello stampaggio a pressa, che consentirà la produzione di massa dei bicchieri e, di conseguenza, il loro uso universale.

## Tipi di bicchieri
- Amen glass
- Balloon (o Snifter)
- Boccale da birra
- Calice da vino
- Calice Irish
- Coppa Asti
- Coppa da Champagne
- Coppetta da cocktail
- Doppia coppetta
- Flûte da spumanti
- Highball
- Kölschglas utilizzato per la birra Kölsch
- Kovsh
- Mixing glass
- Old Fashioned
- Pinta
- Pilsner
- Shot
- Tulipe
- Tumbler basso o medio
- Tumbler alto (diverso dall'Highball) o meglio conosciuto col nome specifico Collins
- Yard

### Tazze
- Tazza da latte o da tè
- Tazzina da caffè